# Japchae
Japchae (hoặc jabchae, đều viết bằng hangul là 잡채, hanja: 雜菜; âm Hán Việt: tạp thái) là món miến xào của Triều Tiên. Nguyên liệu chính để làm món ăn này là miến và các loại rau theo mùa (thường là cà rốt thái lát mỏng, hành tây, rau bina, và nấm) và thịt (thường là thịt bò). Người Triều Tiên dùng dầu mè (dầu vừng) để xào. Gia vị chính là xì dầu và ớt cùng hạt vừng. Japchae có thể ăn nóng hoặc nguội.
Japchae có thể dùng như thức ăn kèm với cơm, gọi chung là japchae-bap.

## Từ nguyên và lịch sử
Hán tự về món japchae ( 잡채 ; 雜菜 ) bao gồm hai âm tiết, jap ( 잡 ; 雜 ) có nghĩa là "hỗn hợp" và chae ( 채 ; 菜 ) có nghĩa là "rau". Theo Triều Tiên vương triều thực lục, tên ban đầu được gọi là một món rau và nấm xào, lần đầu tiên được thực hiện vào đầu thế kỷ 17 bởi Yi Chung (1568‒1619) cho bữa tiệc cung điện của vua Quang Hải quân. Nhà vua thích món ăn này đến mức ông thưởng cho Yi bằng cách thăng chức cho ông lên một vị trí cao, tương đương với vị trí thư ký của Bộ Tài chính , và japchae trở thành một nhân vật của ẩm thực triều đình Hàn Quốc .Được nấu mà không có miến hoặc thịt vào thời điểm đó, japchae được coi là một món ăn sang trọng và thanh lịch phục vụ cho gia đình hoàng gia và các quan chức cấp cao. Dưa chuột , củ cải và nấm hương là một trong những loại rau được sử dụng trong thời kỳ này.
Japchae , giống như các món ăn hoàng gia khác, cuối cùng đã được đưa vào ẩm thực của người dân thường. Mức độ phổ biến của nó tăng lên sau thế kỷ 20 khi miến sợi làm từ tinh bột khoai lang được giới thiệu đến Hàn Quốc từ Trung Quốc. Miến đã trở thành một thành phần chính và không thể thiếu của japchae . Thịt bò và các loại thịt khác đã được thêm vào món miến, trong khi các thí nghiệm và thích nghi đã dẫn đến nhiều biến thể không có mì được làm từ hải sản, thảo mộc, ớt, giá đỗ và các thành phần khác. 

## Cách làm
Luộc miến sơ qua cho chín.